# Osmetério

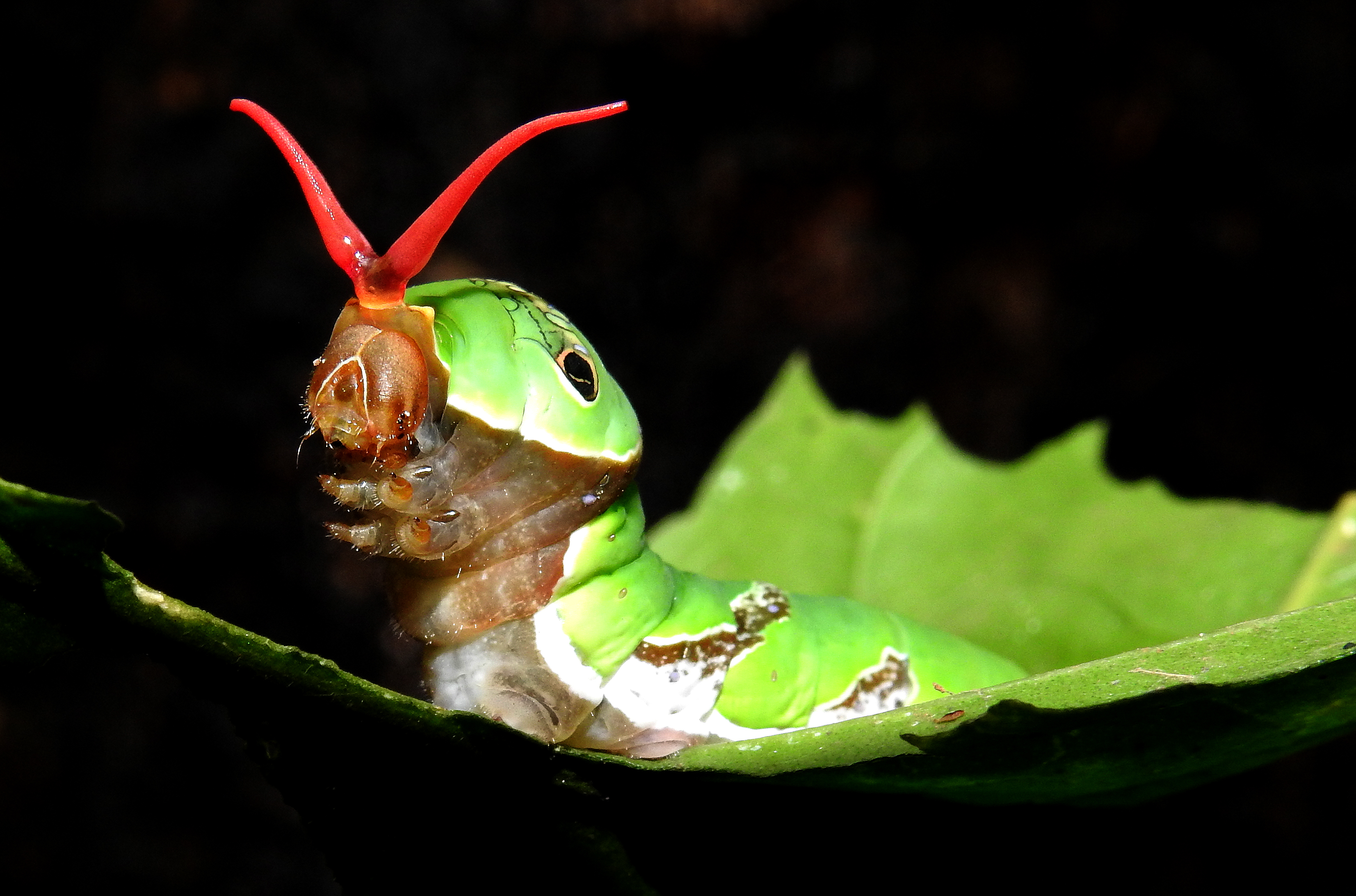
Uma lagarta asiática de Papilio polytes expõe o seu bífido osmetério vermelho. Isso, combinado com a presença de ocelos em seu dorso, a faz adquirir uma aparência de serpente, o que lhe confere um bom mimetismo contra os animais que as predam; defesa essa também encontrada em outras espécies de Papilio.

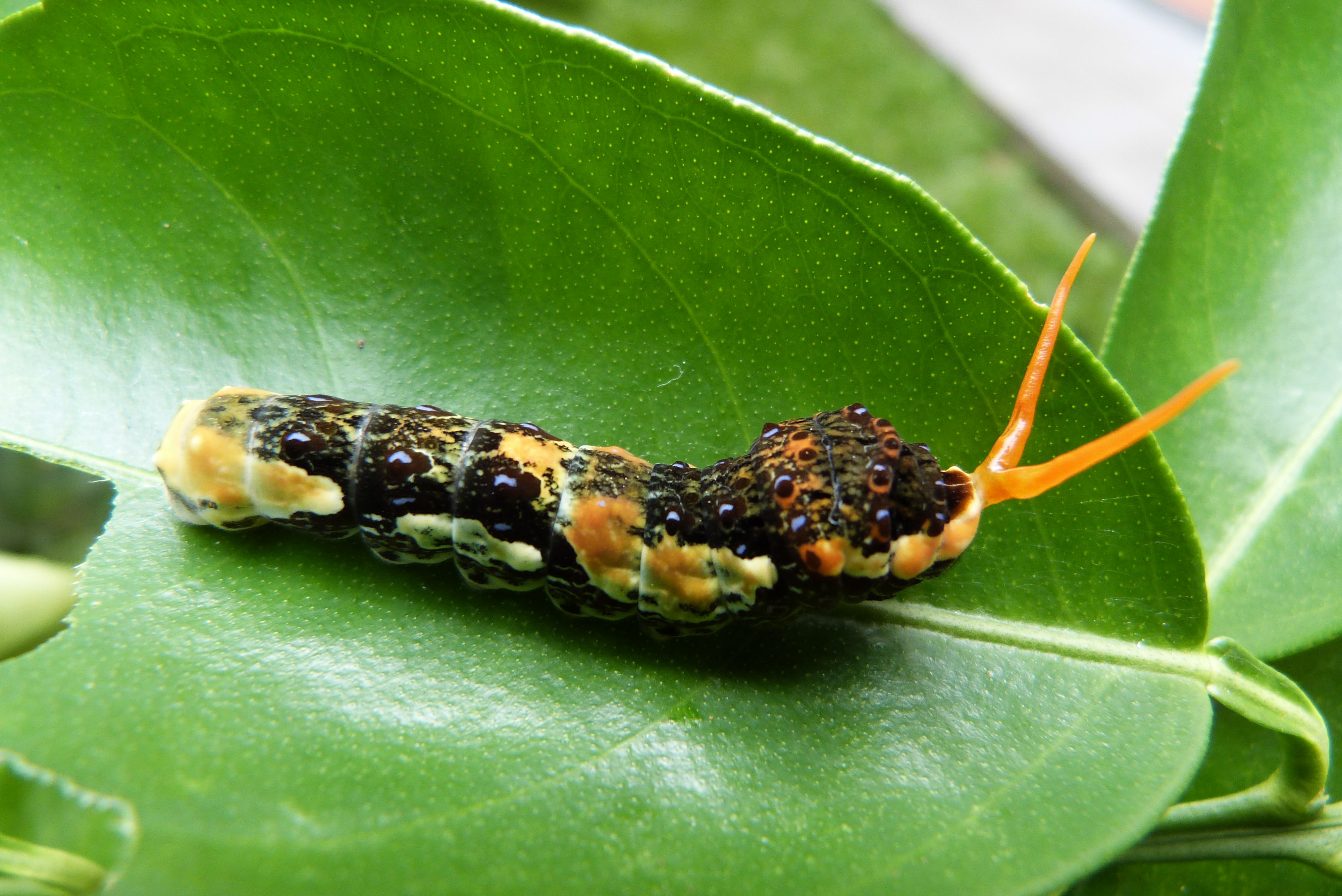
Lagarta sul-americana de Heraclides thoas expõe o seu osmetério amarelado.

Em entomologia (o estudo zoológico dos insetos) o termo osmetério (do gregoː osmé = "odor" + tērion = sufixo para designar "instrumento" ou "lugar") é referente a um órgão protrátil próximo à cabeça, de viva coloração e no formato de uma letra Y, que se projeta de uma fenda transversal situada na região dorsal protorácica anterior exclusivamente em lagartas de borboletas da família Papilionidae. A sua função é a defesa química olfativa contra a predação, sendo dotado de glândulas produtoras de substâncias voláteis irritantes em resposta aos distúrbios mecânicos causados por seus inimigos naturais; também possuindo, em algumas espécies, uma função apossemática visual ao combinar-se com manchas ocelares, localizadas um pouco acima, em um eficiente mimetismo da língua de uma serpente.

De acordo com o dicionário da língua inglesa Merriam-Webster, a palavra se origina em 1817, na página 244 da obra An Introduction to Entomology, vol. 2, dos autores William Kirby e William Spence, ao se afirmar:
Na cultura de massa japonesa Caterpie, do anime Pokémon, foi retirado da imagem de uma lagarta de Papilio com o seu osmetério protraído.